# Statens Landvindingsudvalg
Statens Landvindingsudvalg var et statsligt udvalg der fungerede fra 1940 til 1970. Udvalget havde til formål at føre forhandling med interesserede lodsejere i grundforbedringssager, godkende landvindingsplaner og afgive indstilling til Landbrugsministeriet. Fra 1966 stod udvlget tillige for at føre forhandling med lodsejere og kommunale myndigheder i sager om vandløbsregulering. Desuden skulle udvalgets medlemmer deltage i bestyrelsen for de selskaber (interessentskaber) der oprettedes til forvaltning af de landvundne områder.
Udvalget blev oprettet 14.11.1940 ved lov nr. 599 af 1940 og afløstes 25.3.1970 af Afvandingsudvalget ved lov nr. 126 af 1970. Udvalget var sammensat med repæsentanter for Landbrugsministeriet, Finansministeriet, Ministeriet for offentlige Arbejder og Arbejds- og Socialministeriet, Fiskeriministeriet, Det Danske Hedeselskab og Dansk Ingeniørforening.
Det egentlige arbejde med besigtigelse, forhandling og beslutning udførtes i to underudvalg for hhv. Øerne og Jylland. Selve landvindingsarbejdet blev udført af teknisk sagkyndige, som var antaget af Landbrugsministeriet. Staten dækkede 2/3 af omkostningerne; resten finansieredes gennem lån på lempelige vilkår.